# 1. Amateurliga Südwest 1954/55
Die 1. Fußball-Amateurliga Südwest 1954/55 war die 3. Saison der drittklassigen 1. Amateurliga im regionalen Männerfußball des südlichen Teils des Landes Rheinland-Pfalz und ein Vorgänger der Fußball-Verbandsliga Südwest. Die 1. Amateurliga Südwest wurde 1952 aus einer Zusammenlegung der Amateurligen Rheinhessen, Westpfalz und Vorderpfalz gebildet und existierte bis zur Saison 1977/78 als dritthöchste Liga. Nach Einführung der Oberliga Südwest 1978 als höchste Amateurspielklasse wurde die Spielklasse in „Verbandsliga Südwest“ umbenannt und war ab diesem Zeitpunkt nur noch viertklassig.

## Abschlusstabelle
Die Meisterschaft gewann Neuling 1. FC Sobernheim, der in der Aufstiegsrunde zur II. Division Südwest keinen Erfolg hatte und somit auf in der kommenden Saison in der 1. Amateurliga spielen musste. Normannia Pfiffligheim nahm als Südwest-Vertreter an der Deutschen Fußball-Amateurmeisterschaft 1955 teil, kam aber über die Gruppenphase nicht hinaus. Vorjahres-Absteiger 1. FC Idar wurde durchgereicht und mussten nach dieser Saison zusammen mit dem SV Alsenborn in die 2. Amateurliga absteigen. In der nachfolgenden Saison 1955/56 kamen aus den 2. Amateurligen die Aufsteiger Alemannia Worms und SpVgg Mundenheim.
| Pl. | Verein                 | Sp. | Tore    | Punkte |
| --- | ---------------------- | --- | ------- | ------ |
| 01. | 1. FC Sobernheim (N)   | 30  | 71:54   | 40:20  |
| 02. | Normannia Pfiffligheim | 30  | 99:49   | 39:21  |
| 03. | FSV Schifferstadt      | 30  | 81:48   | 37:23  |
| 04. | VfL Neuhofen           | 30  | 63:40   | 37:23  |
| 05. | SV Rammelsbach (N)     | 30  | 73:49   | 36:24  |
| 06. | VfL Neustadt           | 30  | 63:43   | 34:26  |
| 07. | VfR Friesenheim        | 30  | 74:64   | 34:26  |
| 08. | Phönix Bellheim        | 30  | 75:55   | 33:27  |
| 09. | SpVgg Idar             | 30  | 71:72   | 28:32  |
| 10. | SpVgg 08 Oberstein     | 30  | 53:56   | 28:32  |
| 11. | SpVgg Ingelheim        | 30  | 62:67   | 28:32  |
| 12. | SV Gonsenheim          | 30  | 74:76   | 26:34  |
| 13. | SC West Kaiserslautern | 30  | 53:64   | 26:34  |
| 14. | Palatia Böhl           | 30  | 57:62   | 24:36  |
| 15. | 1. FC Idar (A)         | 30  | 46:61   | 23:37  |
| 16. | SV Alsenborn           | 30  | 025:167 | 07:53  |

| (A) | Absteiger aus der II. Division Südwest 1953/54 |
| (N) | Aufsteiger aus den 2. Amateurligen 1953/54     |